# Txakoli

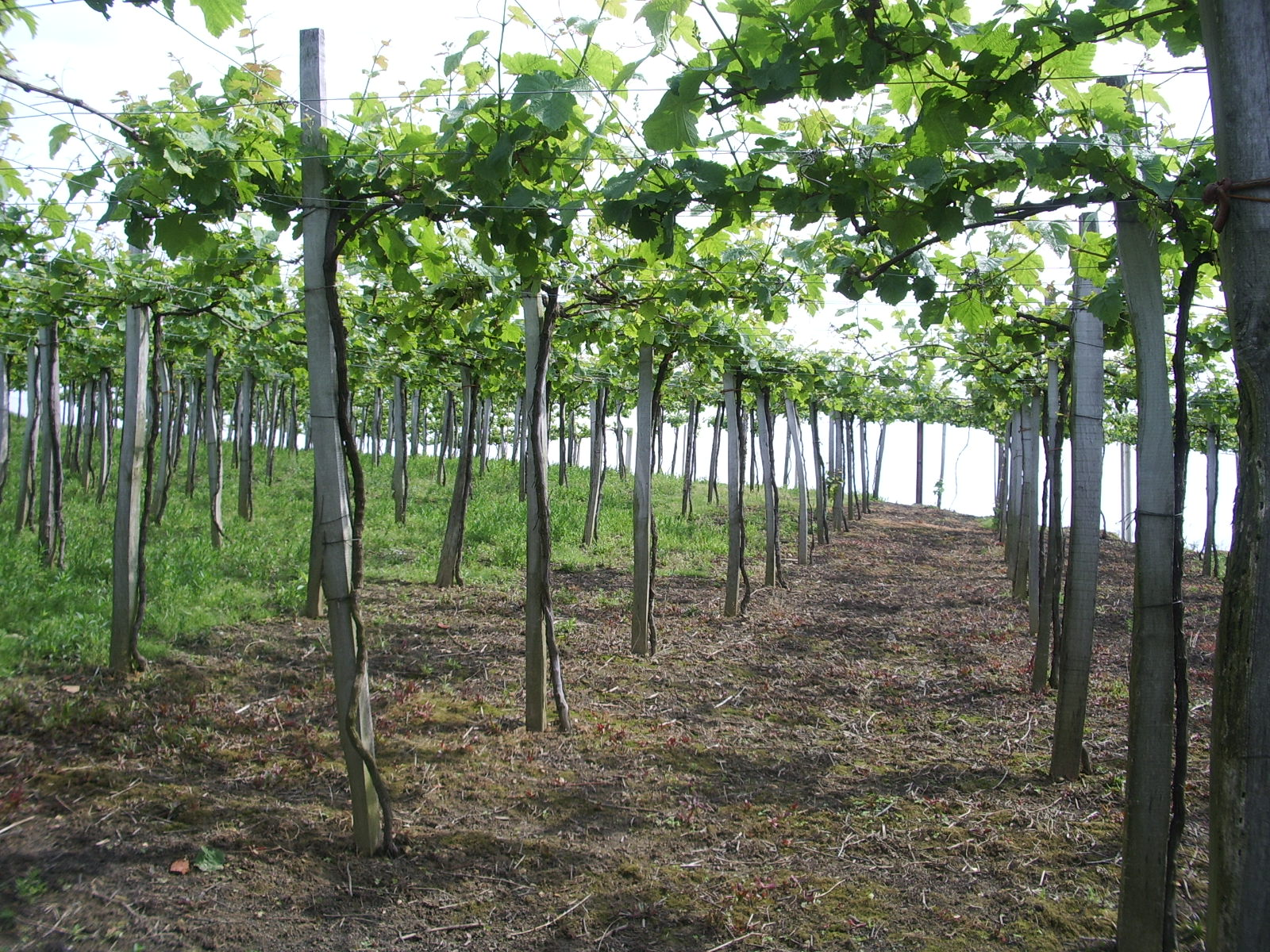
Grappoli di uva per la produzione del txakoli lungo la strada tra Getaria e Zarautz

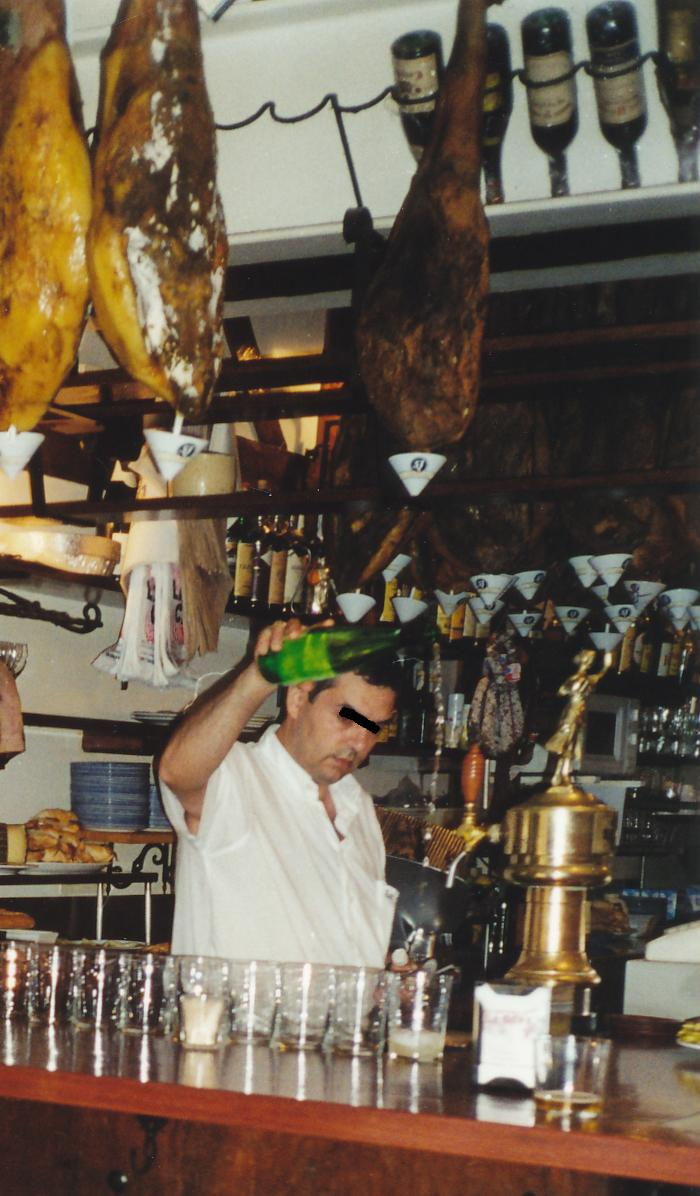
Mescita in un bar di San Sebastián

Il txakoli (in spagnolo chacolí) è un vino bianco che si produce nei Paesi Baschi, in Cantabria e nella Provincia di Burgos, e in alcuni luoghi del Cile. Si elabora a partire da uve verdi, che giustificano una certa acidità.
Le varietà coltivate sono l'hondarribi zuri, l'hondarribi beltza (questa ultima molto meno comune) e la munematsa (in Biscaglia). È un vino leggermente frizzante, con una gradazione alcolica tra i 10,5º e i 12º. La maggior parte della produzione si concentra nelle cantine delle località costiere di Getaria e Zarautz, entrambe appartenenti alla Denominazione di Origine Getariako Txakolina.

## Produzione
Anticamente, il txakoli era prodotto in caseríos o case rurali in maniera artigianale. Fu oggetto di commercio, almeno dal principio del secolo XVI in Gipuzkoa, secondo quanto data il primo documento storico nel quale si fa riferimento al txakoli vero e proprio.
Verso il secolo XVII già si trovano riferimenti al txakoli in Biscaglia.
Al principio del secolo XIX, se non prima, si pagavano decime del txakoli dalla Biscaglia al Conte di Montijo, dando luogo a vari contenziosi.
Nel secolo XIX si hanno notizie anche del commercio di txakoli tra Biscaglia e popolazioni di Cantabria come Colindres.
La produzione è principalmente di vino bianco, anche se in minore quantità se ne producono rosati e rossi. Il colore del vino bianco è giallo pallido; all'olfatto denota intensi aromi di agrumi, erbe e fiori; in bocca è fresco, leggermente acido e facile di bere. Deve servirsi fresco.
Prima di consumarlo deve essere "escanciado", come si fa con il sidro naturale attualmente. Ciò è dovuto al che una volta non si filtrava né chiarificava. Negli ultimi anni varie cantine hanno iniziato a studiare e migliorare la sua elaborazione per raggiungere migliore gusto e aromi, ottenendo vini con un gusto molto soddisfacente, che permette di evitare la necessità di escanciar.

## Denominazioni di origine

### Paese Basco

Areale di proiduzione dei vini con denominazioni di origine nel Paese Basco.

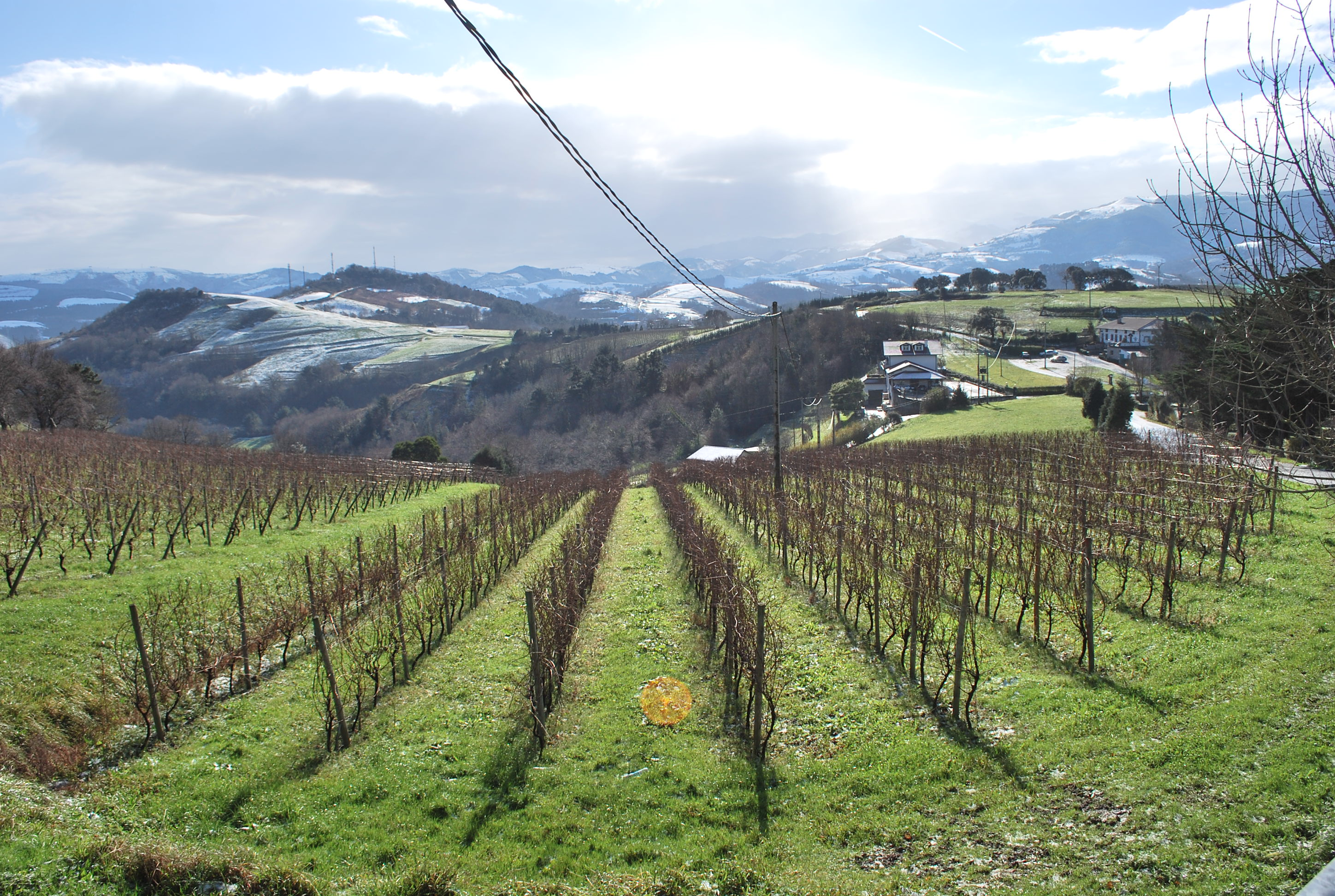
Vigneti di txakoli a Zarautz

Nel novembre di 2010 il Governo Basco decise di avviare la richiesta al Governo centrale affinché si proteggesse il txakoli come vino con denominazione esclusiva del Paese Basco. Questo fatto ha suscitato rivendicazioni nel municipio rurale di Miranda di Ebro e in Cantabria, dove esiste una tradizione continuata e la produzione era documentata dai secoli XI e XIII rispettivamente.
Infine, l'Ufficio per l'Armonizzazione del Mercato Interno e il Tribunale Generale dell'Unione Europea decretarono che i termini chacolí, txakolina o txakoli indicano unicamente una caratteristica dei vini e un tipo produzione di vino di carattere tradizionale, ma non una provenienza geografica, non potendo usarsi come una denominazione commerciale con esclusività.
Al giorno d'oggi esistono le seguenti Denominazioni di Origine:
- Arabako Txakolina: denominazione di origine di Álava, precisamente nella Terra di Ayala, la Valle di Arrastaria e la Valle di Llodio.
- Bizkaiako Txakolina: denominazione di origine di Biscaglia, soprattutto a Bakio e Balmaseda.
- Getariako Txakolina: denominazione di origine di Getaria (Gipuzkoa). Principalmente a Getaria, Zarautz e Aia.

## Cantabria
Il txakoli, fino alla fine del secolo XIX, fu un prodotto comune lungo il versante cantabrico. In Cantabria si trovavano grandi produzioni di txakoli estese su gran parte del territorio, in particolare nella zona di Trasmiera. Paesi come Colindres, Arnuero, Meruelo, Argoños e Noja furono le principali zone di produzione di txakoli e impianto di vigneti.
La produzione della Cantabria, fino a metà dell'Ottocento, superava ampiamente quella delle province basche, secondo i dati raccolti dal professore Alain Huetz di Lemps nel suo studio Vignobles et vins du Nord-Ouest di l'Espagne.

## Miranda dell'Ebro e nord di Burgos

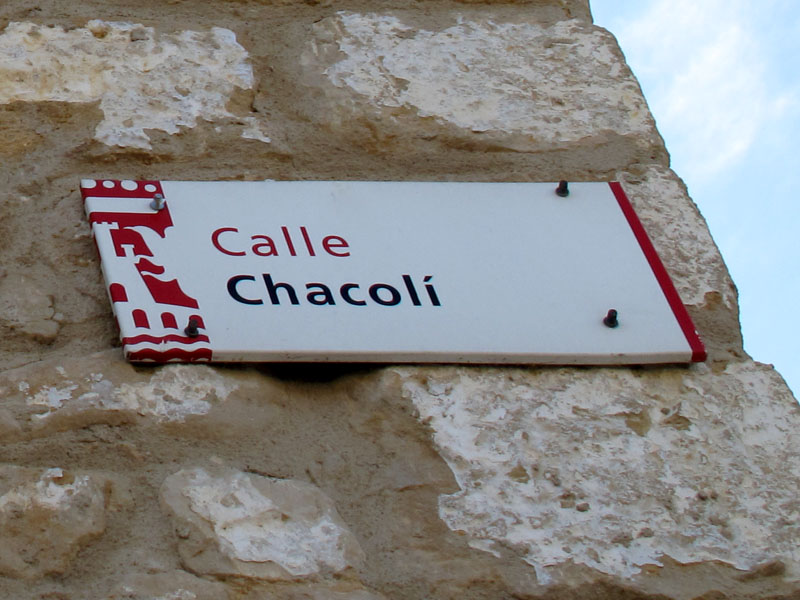
Strada in onore del "chacolí" nel quartiere di Bardauri di Miranda dell'Ebro.

Il nord della provincia di Burgos, in Castiglia e Leone, è anch'essa una zona produttrice di txakoli. Si hanno notizie di impianti di vigneti in questa zona sin dall'epoca romana. Esiste una traccia della coltivazione di txakoli negli ultimi secoli, in tutta la parte settentrionale della Bureba, nella Valle di Tobalina, nelle Caderechas, nella Valle di Mena e in Miranda e la sua campagna.
A Miranda dell'Ebro, la produzione di txakoli fu molto comune fino alla seconda metà del secolo XX, e anche una strada del suo quartiere di Bardauri è stata insignita del nome di detta bevanda storicamente tradizionale nella località.
Le cantine e le taverne di questa città dove si produceva e vendeva il txakoli prendevano esse stesse il nome di chacolís, invece di bar o taverne. Fino agli anni 1990, e anche se già non avevano questa funzione, sopravvivevano ancora nella città vari locali che ancora i mirandesi ricordano: Chacolí Limaco, Chacolí Chamorro, ecc. Nella vendimia del 2010 si raccolsero nella regione di Miranda dell'Ebro mille chili di uva per la produzione di questi vini. Nel 1987, l'Istituto Municipale della Storia della città pubblicò un libro sul tema con il titolo "Vigneti e vino chacolí nella storia di Miranda di Ebro" (ISBN 84-404-0190-6), scritto da Ramón Ojeda San Miguel e Gesù Alberto Ruiz Larrad.
Nella Valle di Mena si produce txakoli da secoli, ma senza denominazione di origine. Nel 2010, la Diputación Provinciale di Burgos approvò un progetto di sviluppo alla produzione di txakoli nella zona.
In 2015 il Consiglio di Castiglia e Leone certificò come Vino della Terra di Castiglia e Leone (una Indicazione Geografica Protetta, IGP) il prodotto di una cantina di Miranda dell'Ebro.

## Cile
In Cile si elabora da decenni un vino denominato chacolí: «La permanenza fino a i nostri giorni di due bevande alcoliche di origine spagnola, una denominata Pajarete, prodotta nella valle del fiume Huasco e nella valle del fiume Elqui e, l'altra, il chacolí, prodotto genuino della valle di Copiapó e della valle del Choapa, è una testimonianza storica dell'adattamento e della riproduzione di certi prodotti europei per ricreare la vita quotidiana propria delle origini culturali e del territorio degli abitanti.»

## Altre produzioni
La produzione non è molto ampia ed è consumato principalmente nel Paese Basco, La Rioja, Navarra, Cantabria e nel nord della provincia di Burgos, estendendosi poco a poco a altre zone grazie all'introduzione nella ristorazione.